# フロベニウス群
数学において、フロベニウス群とは、有限集合上の推移的置換群であり、すべての非自明な元は2点以上を固定せず、ある非自明な元が1点を固定するもの。フロベニウス群はF. G. フロベニウスにちなんで名付けられている。

## 構造
G が集合 X の置換からなるフロベニウス群であるとする。X の点を固定する G の部分群 H はフロベニウス補群と呼ばれる。単位元と、 H のどの共役にも含まれない元すべては、フロベニウス核 K と呼ばれる正規部分群を形成する。(これはFrobenius (1901)による定理である。を参照のこと。ただし、この定理の、指標理論を用いない証明は未だ存在しない。) フロベニウス群 G は、K と H の半直積である：
{\displaystyle G=K\rtimes H}.
フロベニウス核とフロベニウス補群はどちらも非常に限定された構造を持つ。J. G. Thompson (1960) は、フロベニウス核 K が冪零群であることを証明した。H が偶数位数を持つ場合、K はアーベル群となる。フロベニウス補群 H は、位数が 2 つの素数の積であるすべての部分群が巡回的であるという性質を持つ。これは、そのシロー部分群が巡回群または一般化四元数群であることを意味する。すべてのシロー部分群が巡回的であるような群は Z群と呼ばれ、特にそれはメタ巡回群でなければならない。メタ巡回群とは、2 つの巡回群の拡大であることを意味する。フロベニウス補群 H が可解でない場合、ツァッセンハウスは、SL(2,5) と位数が 30 と互いに素なメタ巡回群の直積である指数 1 または 2 の正規部分群が存在することを示した。特に、フロベニウス補群がその導来部分群と一致するならば、それは SL(2,5) と同型である。フロベニウス補群 H が可解な場合、その商が 4次対称群の部分群となるような正規メタ巡回部分群が存在する。有限群がフロベニウス補群であるためには、有限体上の忠実な有限次元表現であって、非単位元が非零固定点を持たない線型変換に対応するものが存在することが必要かつ十分である。
フロベニウス核 K はフィッティング部分群として G によって一意に決まり、フロベニウス補群はシューア・ツァッセンハウスの定理によって共役を除いて一意に決定される。特に、有限群 G がフロベニウス群となる方法は高々一通りである。

## 例

ファノ平面

- 最も小さい例は、6つの元を持つ3次対称群である。フロベニウス核 K の位数は3、補群 H の位数は2である。

- q (> 2) 個の元を持つ任意の有限体 Fq に対して、Fq に自然に作用する可逆アフィン変換 {\displaystyle x\mapsto ax+b}, {\displaystyle a\neq 0} がなす群はフロベニウス群である。上記の例は、3個の元を持つ体 F3 の場合に対応する。

- もう一つの例は、ファノ平面の共線群の位数21の部分群であり、これは3回対称性σと7点すべての巡回置換τによって生成され、στ = τ2σ を満たす。F8× をファノ平面と同一視すると、σは F8 のフロベニウス自己同型 σ(x) = x2 の制限とみなせて、τ は0でも1でもない任意の元による乗算（すなわち、F8 の巡回乗法群の生成元）となる。このフロベニウス群は、ファノ平面の21個の旗、すなわち点がマークされた直線たちに対して単純推移的に作用する。

- 奇数 n に対する位数 2n の二面体群は、位数 2 の補群を持つフロベニウス群である。より一般に、K が奇数位数の任意のアーベル群であり、H の位数が 2 で、対合によって K に作用するとき、半直積 {\displaystyle K\rtimes H} はフロベニウス群である。

- 次の構成によって、さらに多くの例が得られる：フロベニウス群のフロベニウス補群を非自明な部分群に置き換えると、別のフロベニウス群が得られる。また、2つのフロベニウス群{\displaystyle K_{1}\rtimes H} と {\displaystyle K_{2}\rtimes H} に対し、{\displaystyle (K_{1}\times K_{2})\rtimes H}もフロベニウス群になる。

- K がべき指数7の位数 73 の非アーベル群であり、H が位数3の巡回群であるとき、K による Hの拡大 {\displaystyle K\rtimes H} であるフロベニウス群 G が存在する。これは非アーベル核を持つフロベニウス群の例である。これは非アーベル核を持つフロベニウス群の最初の例であり、オットー・シュミットによって構成された。

- H を位数 120 の群 SL2(F5) とすると、H は 11 個の元を持つ有限体上の 2 次元ベクトル空間 K に固定点を持たずに作用する。拡大 {\displaystyle K\rtimes H} は、可解でないフロベニウス群の最小の例である。

- ある一点を固定するツァッセンハウス群の部分群はフロベニウス群である。

- フィッティング部分群が任意に大きな冪零類を持つフロベニウス群は、伊藤昇によって構成された：q を素数の冪、d を正の整数、p を q −1 の素因数（ただし d ≤ p）とする。位数 q のある有限体 F と、この体の位数 p のある元 z をとり固定する。フロベニウス補群 H は、(i,i) 成分が zi の対角行列によって生成される巡回部分群である。フロベニウス核 K は、対角要素が 1 である上三角行列たちからなる GL(d,q) のシロー q 部分群である。核 K は冪零類 d −1 を持ち、半直積 {\displaystyle K\rtimes H} はフロベニウス群である。

## 表現論
フロベニウス群 G の既約複素表現は、H および K の既約複素表現から読み取ることができる。G の既約表現には2種類ある：
- H の任意の既約表現 R は、G から H への商写像を用いて G の既約表現を与える。これらは、核に K が含まれる G の既約表現を与える。

- S が K の任意の非自明な既約表現である場合、対応する G の誘導表現も既約である。これらは、核に K が含まれない G の既約表現を与える。

## 別の定義
それ自体興味深い群論的性質のいくつかは、群がフロベニウス群となるような置換表現を持つことと等価になることがある。
- G がフロベニウス群であるとき、かつそのときのみ G は、単位群でない真部分群 H を持ち、H ∩ Hg は、あらゆる g ∈ G − H の単位部分群になる、つまり H は G のMalnormal subgroupである。

この定義は、その後、自明な交差集合の研究に一般化され、CA 群の分類で使用されるフロベニウス群の結果を CN 群の結果に拡張し、最終的に奇数位数定理が導かれた。
{\displaystyle G=K\rtimes H} が正規部分群 K と補群 H の 半直積 であると仮定すると、中心化群 に対する次の制約は、G がフロベニウス補群 H を持つフロベニウス群であることと同値になる：
- 中心化群 CG(k) は、K 内のすべての非単位元 k に対し K の部分群。
- K のすべての非単位元 k に対し CH(k) = 1.
- H のすべての非単位元 h に対し CG(h) ≤ H.